# تعطیلات آخر هفته، به سبک ایتالیایی
تعطیلات آخر هفته، به سبک ایتالیایی (به انگلیسی: Weekend, Italian Style) با نام اصلی چتر آفتاب‌گیر ساحل (ایتالیایی: L'ombrellone) یک فیلم کمدی درام ایتالیایی به کارگردانی دینو ریسی است که در سال ۱۹۶۶ منتشر شد.

## بازیگران
- ساندرا میلو
- آلیشا براندت
- انریکو ماریا سالرنو
- ژان سورل
- لئوپولدو تریئسته
- دنیلا بیانکی
- للیو لوتاتسی
- رافائلا پیسو
- خوزه کالوو
- آنتونلا دلا پورتا
- سولوی اشتوبینگ
- ورونیک وندل
- ترینی آلونسو